# Sarkidiornis
Sarkidiornis – rodzaj ptaków z podrodziny kaczek (Anatinae) w obrębie rodziny kaczkowatych (Anatidae).

## Rozmieszczenie geograficzne
Rodzaj obejmuje gatunki występujące w Afryce (Mauretania, Senegal, Gambia, Gwinea Bissau, Gwinea, Sierra Leone, Liberia, Wybrzeże Kości Słoniowej, Mali, Burkina Faso, Ghana, Togo, Benin, Niger, Nigeria, Kamerun, Czad, Sudan, Erytrea, Somalia, Etiopia, Sudan Południowy, Republika Środkowoafrykańska, Gabon, Kongo, Demokratyczna Republika Konga, Rwanda, Burundi, Uganda, Kenia, Tanzania, Malawi, Zambia, Angola, Namibia, Botswana, Zimbabwe, Mozambik, Madagaskar, Eswatini, Lesotho i Południowa Afryka), Azji (Indie, Bangladesz, Nepal, Chiny, Mjanma, Tajlandia, Laos, Wietnam i Kambodża), Ameryce Centralnej (Panama) i Ameryce Południowej (Kolumbia, Wenezuela, Gujana, Surinam, Gujana Francuska, Brazylia, Ekwador, Peru, Boliwia, Paragwaj, Urugwaj i Argentyna).

## Morfologia
Długość ciała 55–79 cm; masa ciała 1069–2610 g.

## Systematyka
Rodzaj zdefiniował w 1838 roku angielski przyrodnik Thomas Campbell Eyton w monografii własnego autorstwa poświęconej rodzinie kaczkowatych. Gatunkiem typowym jest (oryginalne oznaczenie) dziwonos szaroboczny (S. melanotos).

### Etymologia
Sarkidiornis (Sarcidiornis): gr. σαρκιδιον sarkidion ‘kąsek mięsa’, zdrobnienie od σαρξ sarx, σαρκος sarkos ‘mięso’; ορνις ornis, ορνιθος ornithos ‘ptak’.

### Podział systematyczny
Do rodzaju należą następujące gatunki:
- Sarkidiornis melanotos (Pennant, 1769) – dziwonos szaroboczny
- Sarkidiornis sylvicola H. von Ihering & R. von Ihering, 1907 – dziwonos czarnoboczny